# Lijst van oorlogsmonumenten in Dantumadeel
De Nederlandse gemeente Dantumadeel heeft 12 oorlogsmonumenten. Hieronder een overzicht.
| Nr.  | Object                                         | Herdachte groep | Ontwerper                                                   | Onthulling       | Type            | Locatie                        | Plaats         | Coördinaten                   | Foto                                           |
| ---- | ---------------------------------------------- | --- | ----------------------------------------------------------- | ---------------- | --------------- | ------------------------------ | -------------- | ----------------------------- | ---------------------------------------------- |
| 749  | Monument aan de Veldweg                        | burgerslachtoffers, verzet Nederland |                                                             |                  | gedenksteen     | Veldweg 12, 9105 AS            | Rinsumageest   | 53° 16' 56" NB, 5° 54' 27" OL |                                                |
| 1046 | Plaquette in NS-station                        | burgerslachtoffers, verzet Nederland | Ir. H.G.J. Schelling (ontwerp), H.J. Winkelman (uitvoering) | 24 februari 1948 | plaquette       | 9269 PG                        | Veenwouden     | 53° 14' 8" NB, 5° 59' 14" OL  | Plaquette in NS-station                        |
| 1047 | Monument aan de Schoolstraat                   | militairen in dienst van het Ned. Kon. na 1945, geallieerde militairen, burgerslachtoffers                                                                                                | Steenhouwerij Klaas de Vries                                | 4 mei 1986       | zuil            | Skoallestrjitte to 29, 9271 BT | Zwaagwesteinde | 53° 15' 19" NB, 6° 2' 16" OL  | Monument aan de Schoolstraat                   |
| 1048 | Monument bij het 'Talma Huis'                  | burgerslachtoffers, verzet Nederland |                                                             | 5 mei 1955       | zuil            | Spoorlaan, 9269 PE             | Veenwouden     | 53° 14' 13" NB, 5° 59' 18" OL | Monument bij het 'Talma Huis'                  |
| 1049 | Monument aan de Eysingaweg                     | burgerslachtoffers |                                                             | 5 mei 1997       | gedenksteen     | Eijsingaweg 15, 9105 AT        | Rinsumageest   | 53° 17' 51" NB, 5° 57' 21" OL | Monument aan de Eysingaweg                     |
| 1050 | Gemeentelijk monument                          | algemeen, allen | David van Kampen (01-09-1939)                               | 4 mei 1985       | beeld/sculptuur | Hoofdweg to 51A, 9104 BA       | Damwoude       | 53° 17' 24" NB, 5° 59' 53" OL | Gemeentelijk monument                          |
| 1051 | Verzetsmonument                                | verzet Nederland |                                                             |                  | kruis           | Achterweg, 9104 CL             | Damwoude       | 53° 17' 38" NB, 5° 59' 15" OL | Verzetsmonument                                |
| 2477 | Hoeder fan é frede                             | allen, militairen in dienst van het Ned. Kon. na 1945, koopvaardijpersoneel, militairen in dienst van het Ned. Kon. 1940-1945, burgerslachtoffers, vervolgden Nederland, verzet Nederland | Oene van der Veen (06-12-1954)                              | 29 april 2004    | beeld/sculptuur | Kerkstraat 19, 9114 RA         | Driesum        | 53° 15' 30" NB, 6° 1' 60" OL  | Hoeder fan é frede                             |
| 2694 | Verzetsmonument Jakob Klok                     | verzet Nederland | Frans Ram                                                   | 5 mei 1999       | beeld/sculptuur | Voorweg to 131                 | Damwoude       | 53° 17' 27" NB, 5° 58' 43" OL | Verzetsmonument Jakob Klok                     |
|      | Monument Boston W8318 aan de Frijstêd          | geallieerde militairen |                                                             | 18 mei 2017      | overig          | Frijstêd                       | Damwoude       | 53° 16' 54" NB, 5° 59' 15" OL | Monument Boston W8318 aan de Frijstêd          |
|      | Monument Stirling R9263 aan de Koarndyk        | geallieerde militairen |                                                             | 5 mei 2018       | overig          | Koarndyk                       | Damwoude       | 53° 18' 5" NB, 5° 58' 2" OL   |                                                |
|      | Monument Whitley V Z9280 aan de Van Sytzamawei | geallieerde militairen |                                                             | 4 mei 2019       | overig          | Van Sytzamawei                 | Driesum        | 53° 17' 35" NB, 6° 3' 22" OL  | Monument Whitley V Z9280 aan de Van Sytzamawei |

Achtkarspelen ·
Ameland ·
Dantumadeel ·
De Friese Meren ·
Harlingen ·
Heerenveen ·
Leeuwarden ·
Noardeast-Fryslân ·
Ooststellingwerf ·
Opsterland ·
Schiermonnikoog ·
Smallingerland ·
Súdwest-Fryslân ·
Terschelling ·
Tietjerksteradeel ·
Vlieland ·
Waadhoeke ·
Weststellingwerf